# Adolfas Akelaitis
Adolfas „Addy” Akelaitis (ur. 16 stycznia 1910 w Mariampolu, zm. 21 grudnia 2007 w Colleyville w stanie Teksas) – litewski lekkoatleta, olimpijczyk.

## Życiorys
Studiował na Uniwersytecie w Liège i Uniwersytecie Wiedeńskim. Po studiach pracował w przedsiębiorstwie Lietukas, będącym największym litewskim importerem produktów ropopochodnych i eksporterem zboża. Był również członkiem litewskiej armii. 
Uczestnik Letnich Igrzysk Olimpijskich 1928 w Amsterdamie, gdzie wystąpił w skoku wzwyż. Z wynikiem 160 cm zajął 33. miejsce w eliminacjach – był to najsłabszy wynik wśród sklasyfikowanych zawodników. Z takim samym rezultatem zdobył brązowy medal mistrzostw Litwy (1929). Ponadto trzykrotnie ustanowił rekord kraju – po raz pierwszy w 1927 roku (167 cm), natomiast dwa kolejne rekordy, tj. 175 cm i 178 cm, ustanowił w 1928 roku. Ostatni z wymienionych wyników był najlepszym wynikiem na Litwie do 1934 roku i pozostał również jego rekordem życiowym.
W 1938 roku przybył do Stanów Zjednoczonych – w Nowym Jorku założył przedsiębiorstwo Lithuanian-American Import and Export Corporation. Niedługo po przybyciu poznał Alice Pelkus, z którą we wrześniu 1939 roku wziął ślub. Pierwotnie mieszkali w Queens i Rockville Centre na wyspie Long Island. W 1946 roku zakupili farmę o powierzchni 125 akrów, znajdującą się w Raritan Township w hrabstwie Hunterdon. Początkowo służyła im jako letnia rezydencja, jednak z czasem osiedlili się tam na stałe – hodowali w nim owce, bydło i konie. Po zakończeniu pracy w przedsiębiorstwach związanych z wymianą handlową był kontrolerem księgowym w firmie Flemington Furs w stanie New Jersey. Po śmierci żony w 2000 roku, przeniósł się w 2003 roku do Colleyville w stanie Teksas, gdzie zmarł cztery lata później.